# Acalypha amplexicaulis
Acalypha amplexicaulis är en törelväxtart som beskrevs av Albert Charles Smith. Acalypha amplexicaulis ingår i släktet akalyfor, och familjen törelväxter. Inga underarter finns listade i Catalogue of Life.